# Escrime classique

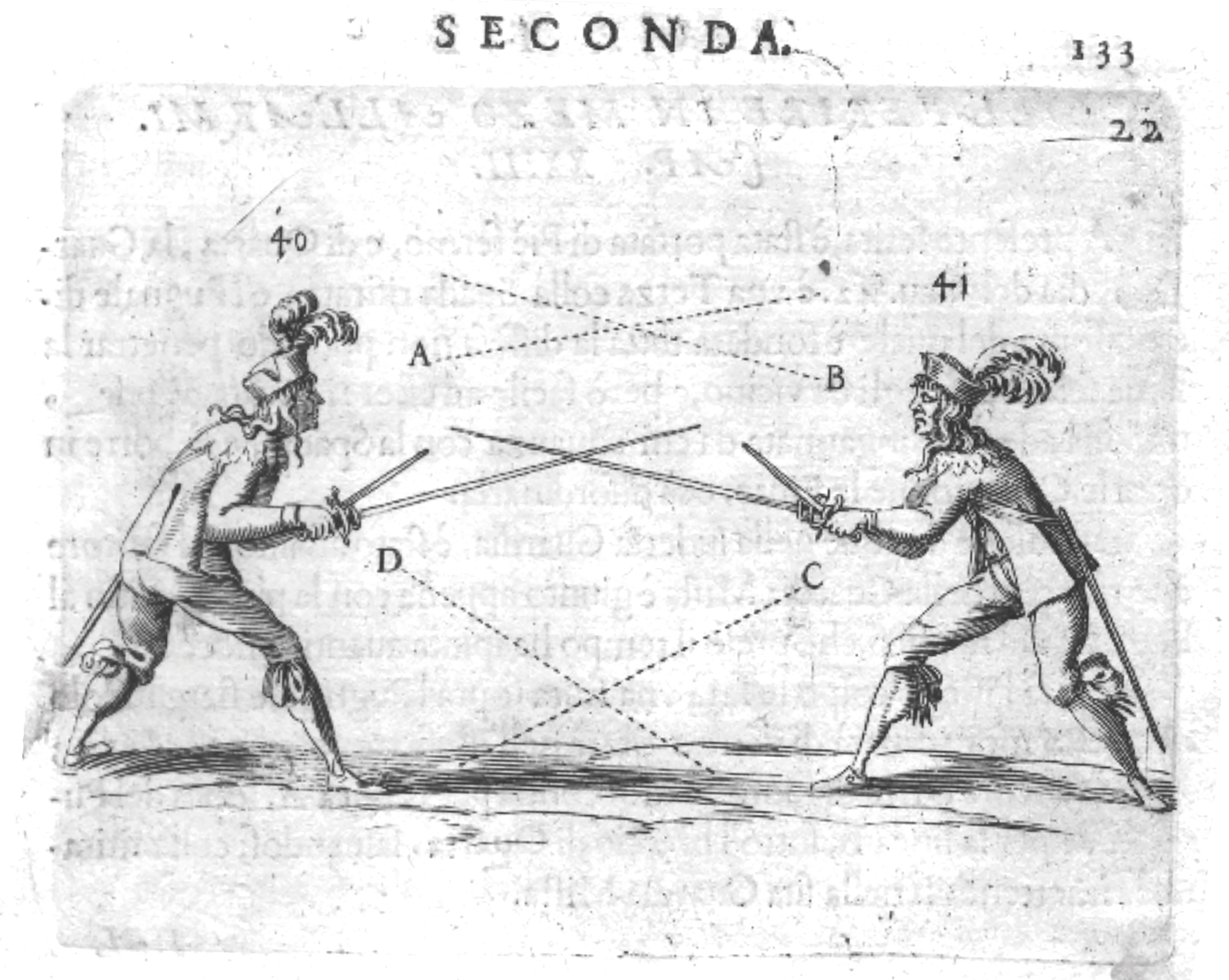
Escrime

 (mars 2008).
Si vous disposez d'ouvrages ou d'articles de référence ou si vous connaissez des sites web de qualité traitant du thème abordé ici, merci de compléter l'article en donnant les références utiles à sa vérifiabilité et en les liant à la section « Notes et références ».
L'escrime classique est un mouvement dans le monde anglosaxon. Il affirme que l’avenir doit être guidé par le passé. Les escrimeurs « classiques » soutiennent que l’escrime, avant les innovations techniques et pédagogiques modernes et avant l’introduction des appareils électriques, était plus correcte et plus humaine. L’escrime sportive, disent-ils, a perdu la réalité du duel alors que les règles de l’escrime en sont tirées.
Il est très important de comprendre que l’escrime classique n’est pas l'escrime artistique ni les arts martiaux historiques européens. Même si sa pratique est soumise à des règles et à une discipline très strictes, c’est un vrai agon. De plus, les escrimeurs classiques pratiquent le fleuret, l'épée et le sabre (sans aucune poignée orthopédique).